# Christian Watrin
Christian Watrin (* 29. Juli 1930 in Köln; † 1. Dezember 2020 in Köln) war ein deutscher Ökonom und Inhaber des Lehrstuhls für Wirtschaftspolitik an der Universität zu Köln. Von 2000 bis 2002 war er Präsident der Mont Pelerin Society.

## Leben
Watrin studierte Volkswirtschaftslehre an der Universität Köln und schloss sein Studium als Diplom-Kaufmann und Diplom-Volkswirt ab. 1957 wurde er dort auch zum Dr. rer. pol. promoviert. Er war zunächst als wissenschaftlicher Mitarbeiter am Lehrstuhl Alfred Müller-Armacks tätig, dem Gründungsdirektor des Instituts für Wirtschaftspolitik. 1963 habilitierte er sich.
Er erhielt zunächst einen Ruf an die Ruhr-Universität Bochum und wurde 1971 Inhaber des Lehrstuhles für Wirtschaftspolitik an der Universität Köln als Nachfolger Müller-Armacks. Zugleich wurde er Direktor des Instituts für Wirtschaftspolitik und Herausgeber der Zeitschrift für Wirtschaftspolitik. Daneben erhielt er zahlreiche Einladungen als Gastprofessor und Fellow an ausländischen Universitäten. 1995 wurde er emeritiert.
Watrin war Mitunterzeichner des eurokritischen Manifests Die währungspolitischen Beschlüsse von Maastricht: Eine Gefahr für Europa (1992).
Watrin verstarb Anfang Dezember 2020 im Alter von 90 Jahren und wurde am 14. Dezember 2020 auf dem Alten Friedhof Rodenkirchen beigesetzt.

## Schriften (Auswahl)
- Der Befähigungsnachweis in Handwerk und Einzelhandel. Unter besonderer Berücksichtigung der Entwicklung in der Bundesrepublik. Dissertation Universität Köln 1957/1958.
- Selbstbehauptung der Sozialen Marktwirtschaft. Knapp, Frankfurt/M. 1975.
- Studenten, Professoren und Steuerzahler. Die Gruppenuniversität in ökonomischer Sicht. IBF, Köln 1979.

- The Principles of the Social Market Economy. - Its Origins and Early History. In: Zeitschrift für die gesamte Staatswissenschaft, Band 135, 1979, S. 405–425.
- (Hrsg., mit Erich Streissler): Zur Theorie marktwirtschaftlicher Ordnungen. Mohr, Tübingen 1980, ISBN 3-16-343161-5.
- (mit Kurt R. Leube): Über Ludwig von Mises. Verlag Wirtschaft und Finanzen, Düsseldorf 1996, ISBN 3-87881-103-9.
- (mit Bertram Schefold): Vom Interventionsstaat zur Sozialen Marktwirtschaft. Der Weg Alfred Müller-Armacks. Verlag Wirtschaft und Finanzen, Düsseldorf 1999, ISBN 3-87881-135-7.
- On the political economy of the subsidiarity principle, Journal des Economistes et des sciences humaines, Juni–Sept. 2003.

Festschrift
- Friedrich-A.-von-Hayek-Institute (Hrsg.): Vordenker einer neuen Wirtschaftspolitik. Marktwirtschaft, Individualismus und Ideengeschichte; Festschrift für Christian Watrin (= The international library of Austrian economics, Bd. 5). Frankfurter Allgemeine Buch, Frankfurt/M. 2000, ISBN 3-933180-87-2 (Bibliographie Christian Watrin S. 313–343).

## Mitgliedschaften
- 2000–2002: Präsident der Mont Pelerin Society
- Präsident der Friedrich-August-von-Hayek-Gesellschaft
- Mitglied im Vorstand der Ludwig-Erhard-Gesellschaft
- 1987–1992: Vorsitzender des Wissenschaftlichen Beirats des Bundesministeriums für Wirtschaft

## Ehrungen
- Bundesverdienstkreuz 1. Klasse